# Wojtyszki
Wojtyszki – wieś w Polsce położona w województwie łódzkim, w powiecie sieradzkim, w gminie Brąszewice.
W latach 1975–1998 miejscowość administracyjnie należała do województwa sieradzkiego.
3 września 1939 żołnierze Wehrmachtu dokonali zbrodni na ludności wsi. Zamordowali 3 mieszkańców.